# Фагернес
Фа̀генес (на норвежки: Fagernes) е малък град в Южна Норвегия. Разположен е на южния бряг на фиорда Странефьоден във фюлке Оплан на около 150 km северно от столицата Осло. Главен административен център на община Нор-Аурдал. Получава статут на град през 2007 г. Има жп гара и малко летище. Население 1784 жители според данни от преброяването към 1 януари 2008 г.